# 白喉秧鸡
白喉秧鸡（Dryolimnas cuvieri）也称居维叶秧鸡，是秧鸡科白喉秧鸡属现存唯一的一种，分布于科摩罗、马达加斯加、马约特和塞舌尔等地。没有飞行能力的亚种（有时被认为是一个独立种）阿尔达布拉亚种（Dryolimnas (cuvieri) aldabranus）栖息于塞舌尔阿尔达布拉环礁，而有部分飞行能力的生活在塞舌尔阿桑普申岛的阿桑普申亚种于20世纪初因外来捕食者而灭绝。
从阿尔达布拉环礁上的化石遗迹可知，曾经存在一种已灭绝的无飞行能力的亚种或派生种从解剖学上讲几乎与阿尔达布拉亚种完全相同。在更新世期间，这些亚种由于海平面上升而灭绝，但是当阿尔达布拉环礁重新露出水面后，白喉秧鸡又再次在此繁衍生息，且该种群的进化方式与已灭绝的亚种非常相似，最终演化成现代的阿尔达布拉亚种。这是极少数观察到的迭代进化实例之一，某独特的种群在某一区域灭绝后，但由源种群重定居后，该种群有着与已灭绝种群相同的方式进化。
白喉秧鸡是秧鸡科中的单型种，阿尔达布拉亚种是印度洋地区现存唯一一种不会飞的鸟。